# Queijas
Queijas ist eine Gemeinde (Freguesia) im Kreis (Município) von Oeiras mit 2,30 km² Fläche und 10.338 Einwohnern (Stand 30. Juni 2011).
Daraus ergibt sich eine Bevölkerungsdichte von 4497 Einwohnern je km². 
Die Gemeinde Queijas wurde offiziell zum 11. Juni 1993 gegründet, durch Abspaltungen der Gemeinden Barcarena, Carnaxide und Paço de Arcos. Die Erhebung zur Vila folgte am 12. Juli 2001.
Schutzpatron der Gemeinde ist São Miguel.
Sie grenzt im Norden und Westen an Barcarena, im Südwesten an Caxias, im Süden an Cruz Quebrada - Dafundo, im Südosten an Linda-a-Velha und im Nordosten an die Gemeinde Carnaxide. 

## Ortschaften
- Queijas
- Linda-a-Pastora

## Bauwerke
Casa de D. Miguel, auch genannt Vila Cacilda

## Verbände
Grupo Musical 1º Dezembro